# Moataf
Moataf (tiếng Ả Rập: منطف) là một ngôi làng Syria nằm ở Ariha Nahiyah ở huyện Ariha, Idlib. Theo Cục Thống kê Trung ương Syria (CBS), Moataf có dân số năm 1992 trong cuộc điều tra dân số năm 2004.